# 広島銀行銀山町支店

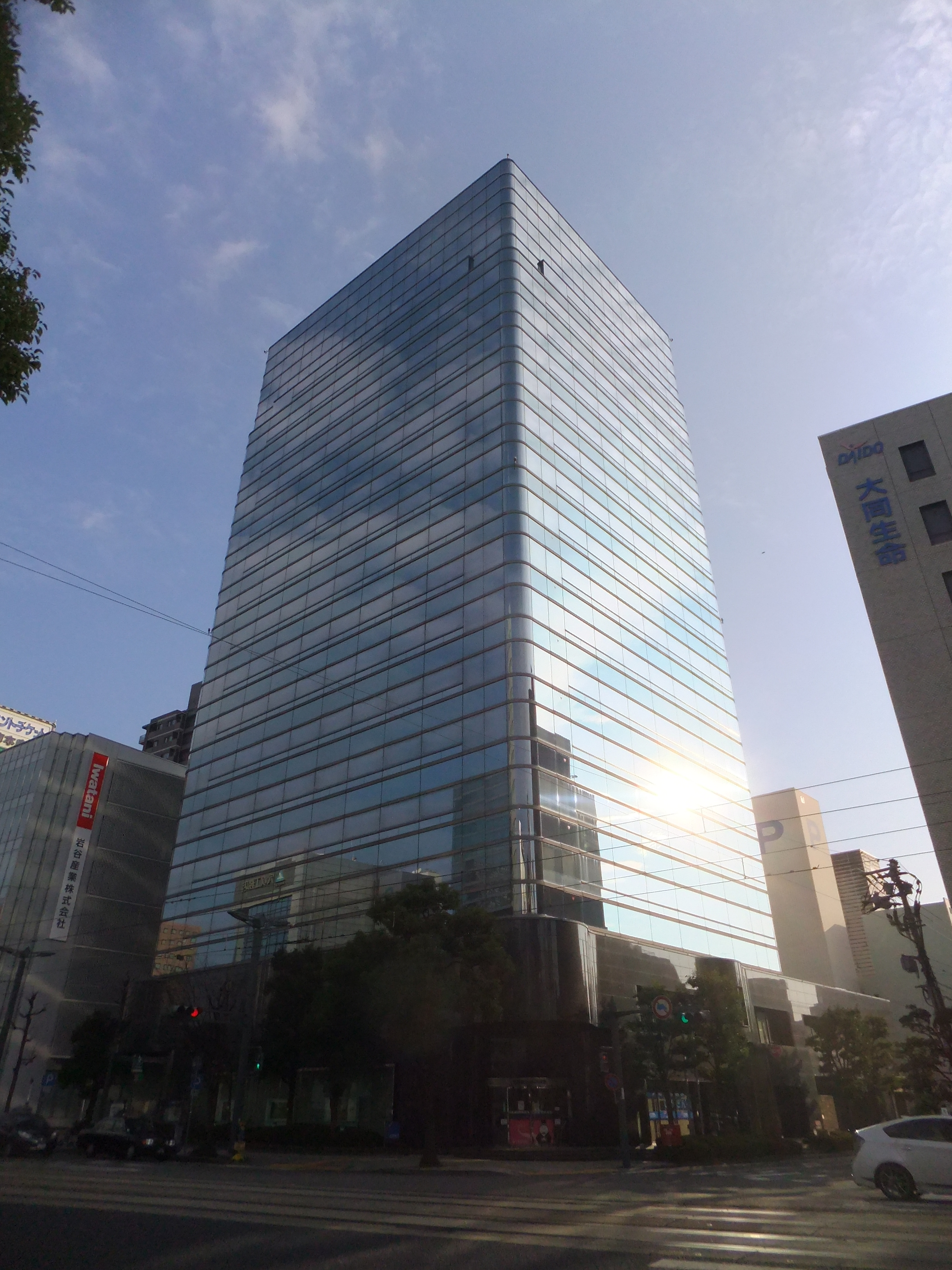
広島銀行銀山町支店

広島銀行銀山町支店（ひろしまぎんこうかなやまちょうしてん）は、広島県広島市中区にある広島銀行の営業所。旧店舗はかつての広島合同貯蓄銀行本店であり、また被爆建造物であったことから一部が保存されている。

## 金融機関コード
電話番号は省略する。
- 金融機関名 : 広島銀行
- 金融機関名カナ : ヒロシマ
- 金融機関コード : 0169
- 支店名 : 銀山町支店
- 支店カナ : カナヤマチヨウ
- 支店コード : 002
- 所在地 : 広島県広島市中区銀山町3-1
- 為替制度加盟 : 加盟

## 略歴
- 1937年 : 広島合同貯蓄銀行本店として新築
- 1945年
  - 5月 : 藝備銀行（現広島銀行）に合併、藝備銀行下柳町支店
  - 7月 : 警察の要望により広島東警察署として活用
  - 8月6日 : 広島市への原子爆弾投下、全壊を免れる
  - 8月7日 : 臨時広島県庁舎として利用
  - 8月20日 : 広島東警察署に復帰
- 1950年 : 広島銀行に返却、広島銀行銀山町支店に
- 1988年 : 支店建て替え、現在のものに

## 歴史

### 竣工から戦時期まで

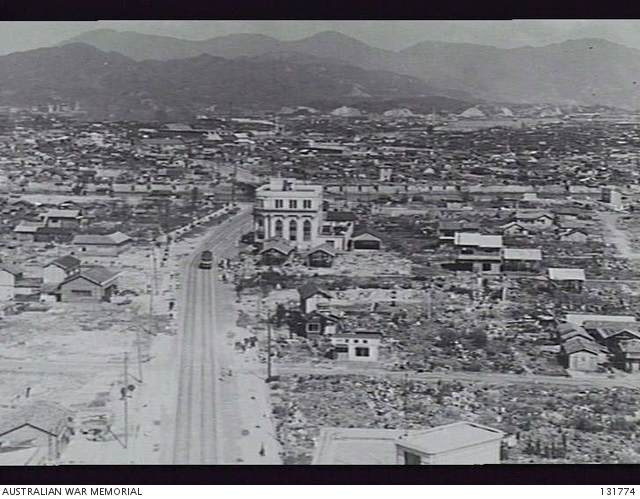
1946年相生通りを東方向へ望む。白色の建物が当時県警、旧銀山町支店。

改築前の広島銀行銀山町支店は1937年12月、当時の町名は下柳町（現・銀山町）であったこの地に「広島合同貯蓄銀行本店」として新築された。古代ギリシア風の鉄筋3階建て（地下1階）で、設計は地元建築家の豊田勉之、施工は藤田組であった。なお、広島合同貯蓄銀行は、1921年12月に設立された貯蓄銀行であり、1922年貯蓄銀行法施行により従来の貯蓄銀行が普通銀行に転換することになったため、広島県主導で県下の数行合同出資で新設されたものである。
その後1945年5月に県下他行との合同により藝備銀行が発足すると、旧広島合同貯蓄銀行本店は藝備銀行下柳町支店となり、さらに同年7月、下柳町支店は本店に統合されたためこの建物は警察側からの要請により広島東警察署となっていた。

### 被爆

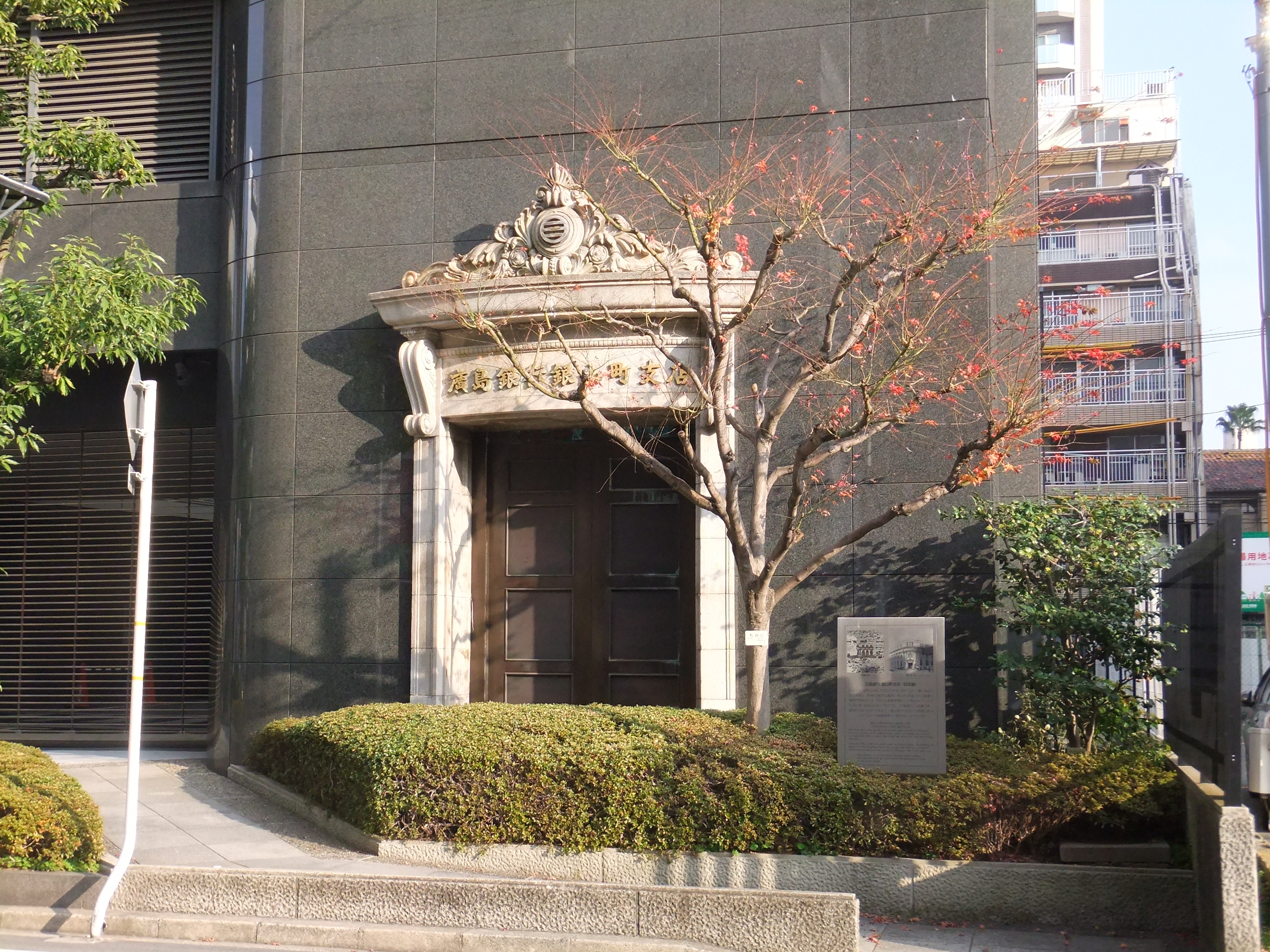
旧銀行玄関を移設したもの

1945年8月6日、広島市への原子爆弾投下。東警察署となっていたこの建物は爆心地から約1.2キロメートルに位置し、爆風により天井などが損壊したが全壊は免れた。翌8月7日、全壊した広島県庁舎の代わりとしてここが臨時庁舎に用いられ、8月19日まで続いた。
同年12月1日から2週間に渡り、米国戦略爆撃調査団がここで被爆者に対して聞き取り調査をしている。これに従事したアメリカ陸軍情報部日系語学兵の一人にワタル・ミサカがおり、その時の聞き取り資料は現在広島平和記念資料館に保存されている。
1950年、県警から広島銀行に返還され、広島銀行銀山町支店となった。1988年に建て替えられ、旧支店は玄関部分のみモニュメントとして残っている。